# Arab al-Fuqara
Arab al-Fuqara ( عرب الفقراء) était un village palestinien du sous-district de Haïfa, en Palestine mandataire.
Il fait partie des centaines de villages expulsés en 1948 sur ordre de la milice sioniste de la Haganah ; il a été détruit.

## Géographie
Le village est aussi connu sous le nom de 'Arab al-Shaykh Muhammad al-Hilu. Son nom complet, عرب الفقراء/الشيخ حلو, fait référence à cheikh Helu ou Hilu.
Le village est situé à 42 km au sud-ouest d’Haïfa, au sud de Wadi al-Mafjar et au nord-ouest d’Hadera, sur un terrain plat et sablonneux à une altitude moyenne de 25 m. Il était proche d’une route secondaire le reliant à la grande route côtière ; le Wadi al-Mafjar coule à proximité.
En 1945, l’essentiel des 2724 dounams de terre du village était entre des mains juives (2513 dounams), les Arabes ne possédant que 15 dounams ; le reste étant des terres publiques. Les 1500 dounams de terres cultivables étaient toutes juifs. 525 dounams étaient plantés en agrumes.

## Histoire

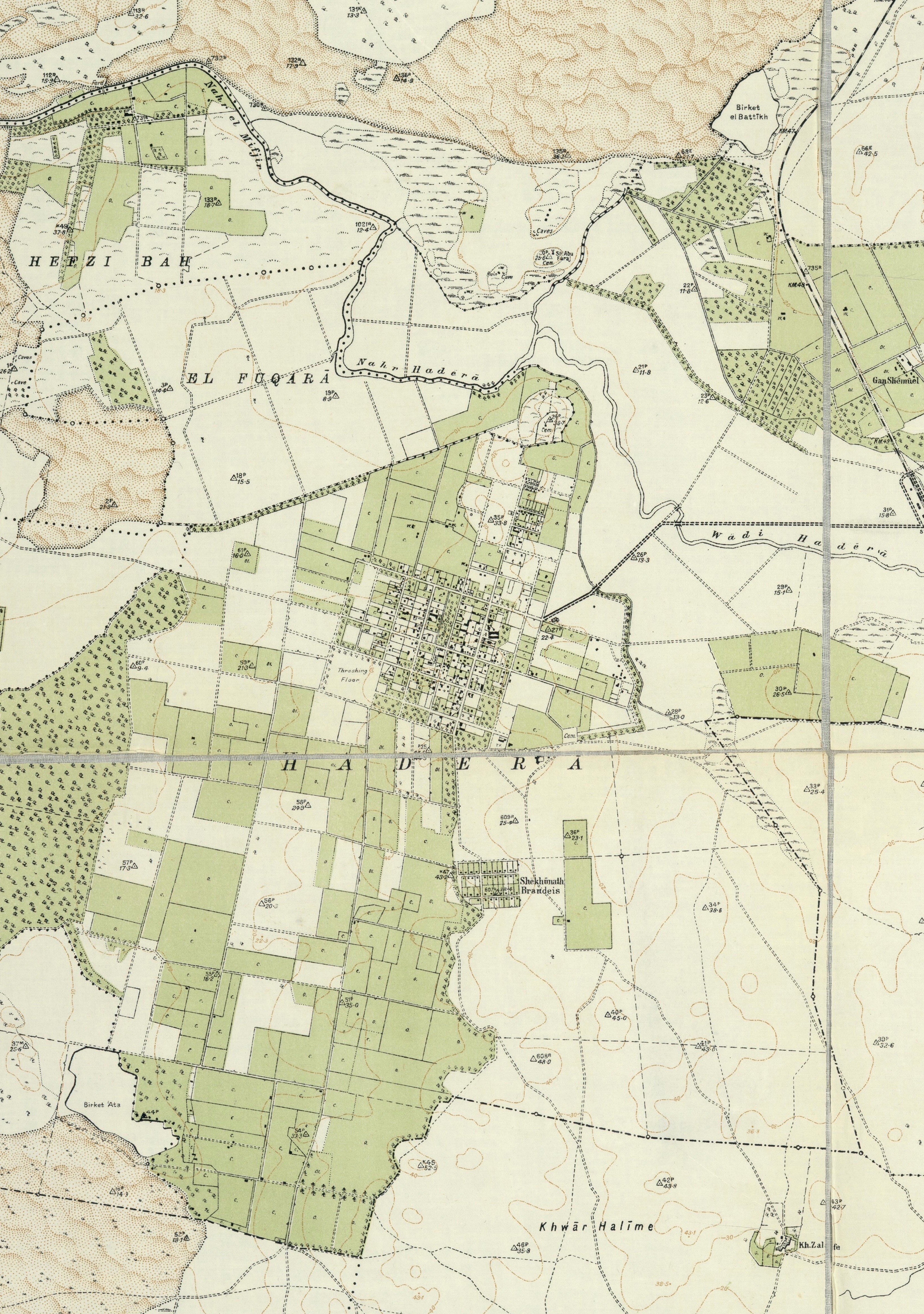
"El Fuqara" signalé en 1932 dans une enquête sur la Palestine, au nord-ouest d’Hadera.

En 1882, l’enquête du Palestine Exploration Fund (PEF) décrit un petit maqam consacré à Sheikh Helu, et signale quelques maisons d’adobe à proximité, qui ne sont pas recensées dans les listes officielles du gouvernement.

### Mandat britannique
Les habitants étaient des descendants de Bédouins de la tribu des al-Balawina, dont le territoire d’origine est proche de Beersheba (Bir al-Sabi'). La zone est marécageuse et soumise à la malaria, ce qui a limité la croissance de la population jusqu’aux années 1920.
La croissance progressive de la ville juive d’Hadera empiéta sur les terres publiques des villages arabes alentours, la réduisant à une fine bande entre Hadera et Wadi al-Mafjar de 15 dounams, portion de terres considérées comme non-cultivables.
En 1945, le village avait une population de 310 habitants, tous musulmans,.

### Expulsion en 1948 et période israélienne
En 1948, la population est estimée à 360 habitants.
Le 6 avril 1948, la Haganah applique une nouvelle politique sur les plaines côtières, afin de nettoyer la zone de tous ses habitants arabes. Le 10 avril, les habitants d’Arab al-Fuqara, en même temps que ceux d’Arab al-Nufay'at et Arab Zahrat al-Dumayri, reçoivent l’ordre de quitter la zone. Ilan Pappé penche aussi pour une date entre le 2 et le 10 avril, dans le cadre d’opérations visant à désarabiser totalement les zones situées sur les routes Tel-Aviv-Haïfa, Haïfa-Jénine et Jaffa-Jérusalem, en application du plan Daleth.
Après la guerre de 1948, la zone est annexée par Israël et les terres du village réunies à Hadera. Le village n’a pas laissé de traces, excepté des eucalyptus qui poussent sur son emplacement. En 1998, le nombre des réfugiés descendant des habitants d’Arab al-Fuqara est estimé à 2208.